# Municipio de Green (condado de Wayne, Ohio)
El municipio de Green (en inglés: Green Township) es un municipio ubicado en el condado de Wayne en el estado estadounidense de Ohio. En el año 2010 tenía una población de 11915 habitantes y una densidad poblacional de 127,76 personas por km².

## Geografía
El municipio de Green se encuentra ubicado en las coordenadas 40°51′20″N 81°49′7″O / 40.85556, -81.81861. Según la Oficina del Censo de los Estados Unidos, el municipio tiene una superficie total de 93.26 km², de la cual 93.14 km² corresponden a tierra firme y (0.12%) 0.12 km² es agua.

## Demografía
Según el censo de 2010, había 11915 personas residiendo en el municipio de Green. La densidad de población era de 127,76 hab./km². De los 11915 habitantes, el municipio de Green estaba compuesto por el 92.42% blancos, el 3.28% eran afroamericanos, el 0.14% eran amerindios, el 1.23% eran asiáticos, el 0.03% eran isleños del Pacífico, el 0.82% eran de otras razas y el 2.06% pertenecían a dos o más razas. Del total de la población el 2.65% eran hispanos o latinos de cualquier raza.